# Basilika von Bois-Chenu

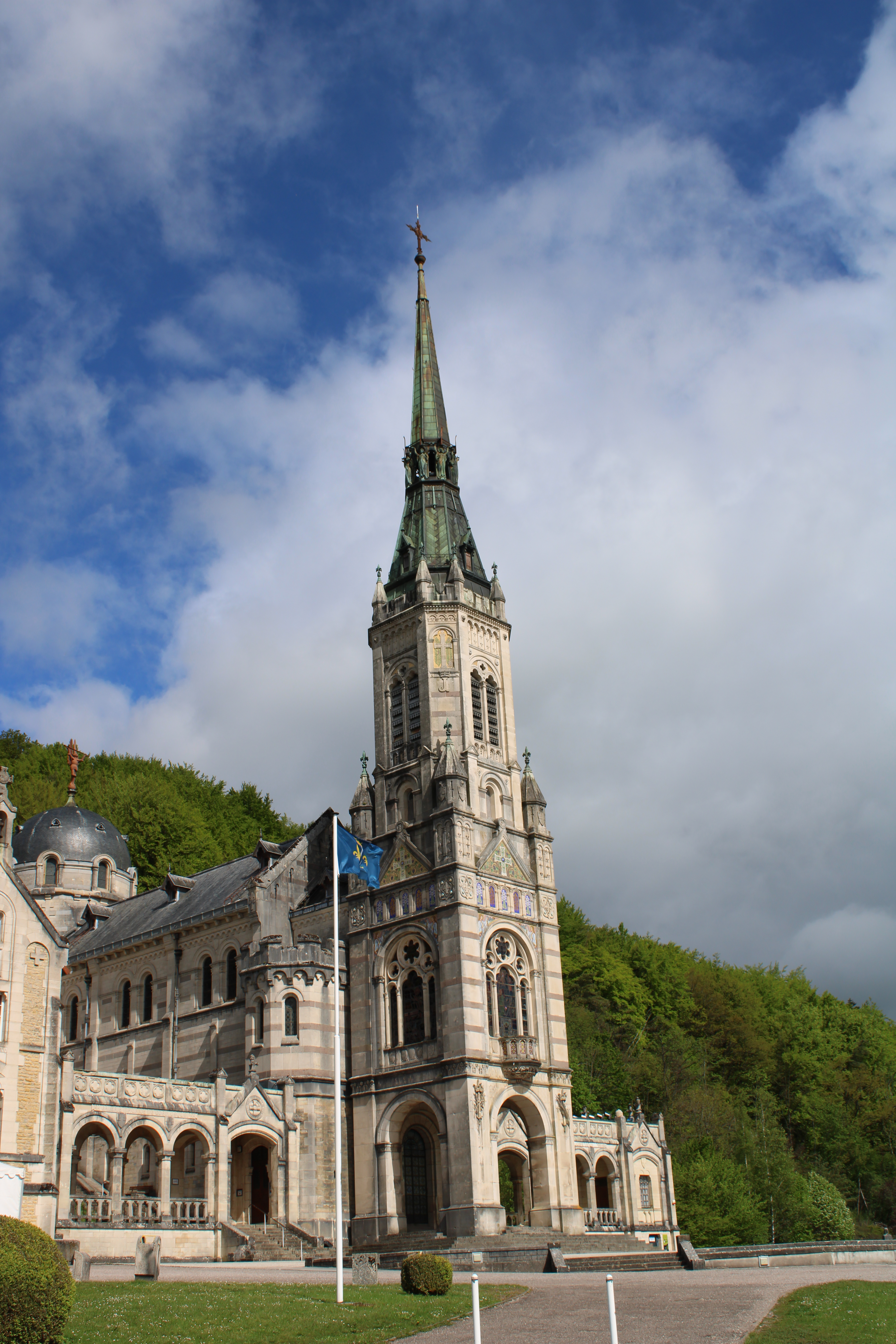
Basilika von Bois-Chênu

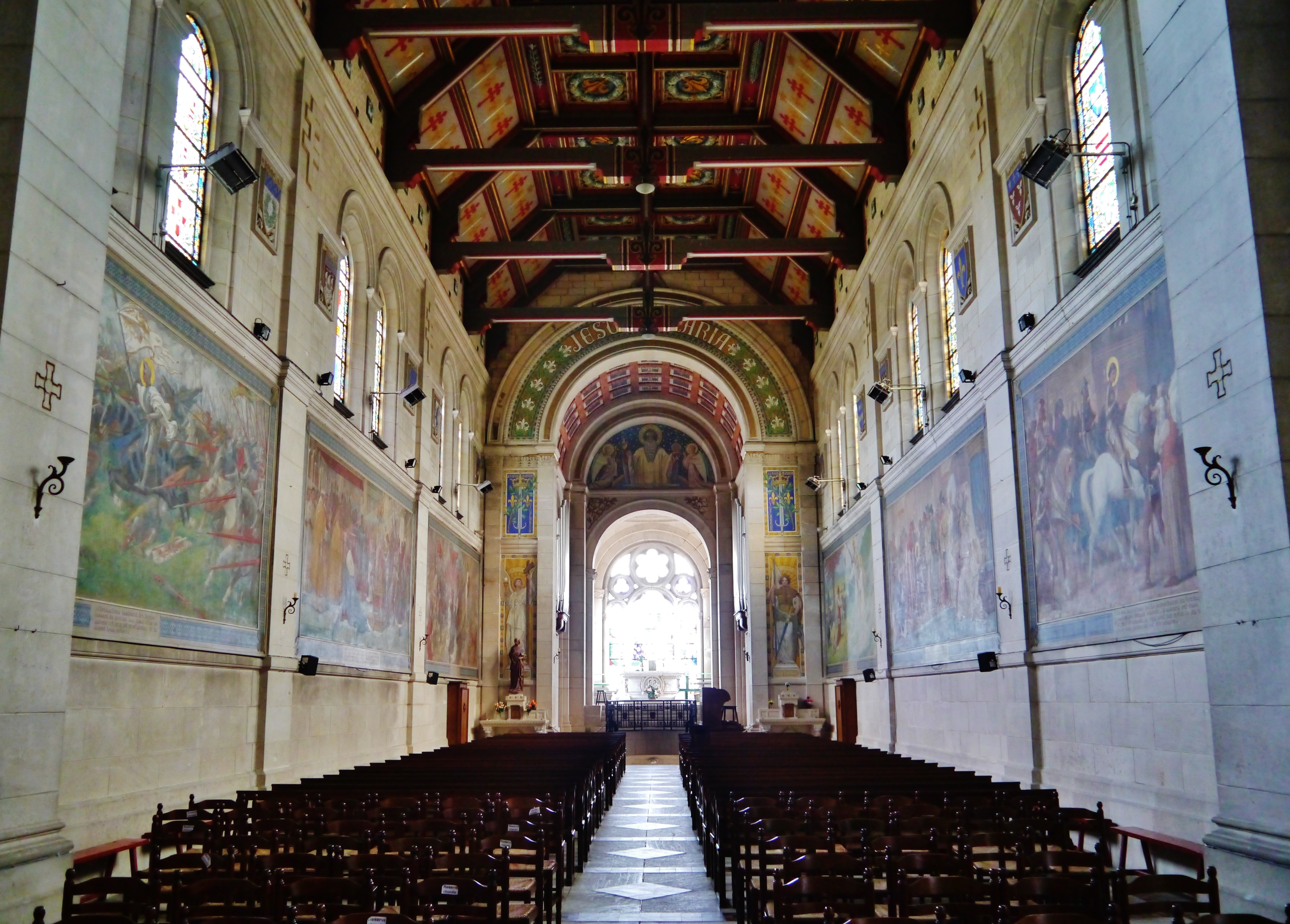
Innenraum

Die Basilika von Bois-Chenu oder Ste-Jeanne-d’Arc ist eine römisch-katholische Kirche in Domrémy-la-Pucelle in der französischen Region Grand Est. Die Kirche des Bistums Saint-Dié ist der hier geborenen Johanna von Orleans gewidmet und trägt den Titel einer Basilica minor.

## Geschichte
Der Grundstein der Kirche wurde am 3. November 1881 in unmittelbarer Nähe des Ortes in den Vogesen gelegt, an dem die Hirtin Jeanne die Stimmen zur Befreiung Frankreichs gehört haben soll. Sie wurde nach den Plänen des Architekten Paul Sédille bis 1900 von ihm und anschließend von Émile und René Demay errichtet. Das ursprüngliche Gebäude war kleiner geplant und sollte dem Erzengel Michael gewidmet sein. Die erste Messe wurde 1896 gefeiert, als die Kirche noch im Bau war. Im Jahr 1897 wurden in dem neuen Glockenturm vier Glocken installiert. In den folgenden Jahren wurde Jeanne d’Arc 1909 durch Papst Pius X. seliggesprochen, 1920 erfolgte die Heiligsprechung durch Papst Benedikt XV. Nachdem sie 1922 von Papst Pius XI. zur zweiten Schutzpatronin Frankreichs erklärt worden war, erfolgte 1926 die Weihe der Kirche zu Sainte-Jeanne-d’Arc. Am 4. Juni 1939 erhielt die Kirche durch Papst Pius XII. den Titel einer Basilica minor verliehen. 2006 wurde sie zum Monument historique erklärt, seit 2013 in der Stufe Classé.

## Architektur
Die einschiffige Kirche wurde im freien neoromanischen Stil auf einem kreuzförmigen Grundriss errichtet. Der hohe Turm ist mit einem beidseitigen Arkadengang zum Tal der Maas ausgerichtet und wird abends angestrahlt. Über der Vierungskuppel erhebt sich auf der Laterne eine Figur der Jeanne d’Arc. Das Gebäude zeichnet sich durch seine Polychromie aus, bestehend aus einer Abwechslung von rosafarbenem Granit der Vogesen und Kalkstein von Euville an der Maas.

## Ausstattung
Der Innenraum ist mit großen Mosaiken und acht Gemälden von Lionel Royer ausgestattet, die das Leben der Heiligen darstellen. In der Krypta, die Unserer Lieben Frau von den Armeen gewidmet ist, befindet sich die Statue Unserer Lieben Frau von Bermont, die Jeanne kannte und vor der sie zu beten pflegte. Zwei Gemälde von Alphonse Monchablon erinnern dort an Das Opfer der Armee und der Marine während des Krieges von 1870 (eines der Armee, das andere der Marine).

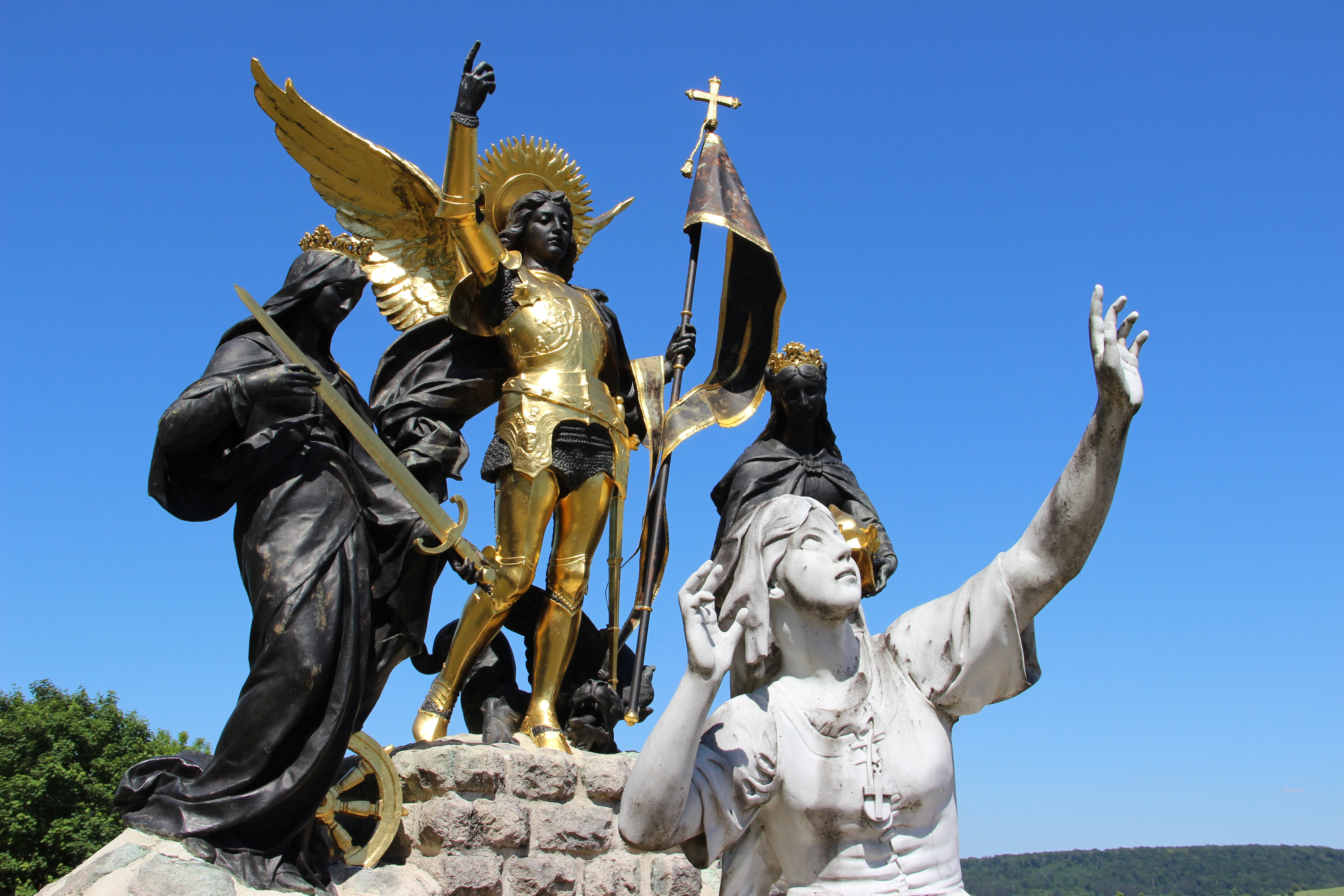
Jeanne und ihre Stimmen

Auf dem Vorplatz der Basilika stehen mehrere Statuen, insbesondere: Jeanne, die sich Gott zur Erfüllung ihrer Aufgabe schenkt (Werk des Bildhauers Messer, 1946 von der Regierung der kanadischen Provinz Quebec geschenkt) und Jeanne und ihre Stimmen des Bildhauers André-Joseph Allar aus dem Jahr 1894.
Das Geläut der Basilika besteht derzeit aus fünf Glocken. 1897 wurden vier Glocken von 3.440 kg, die von Farnier von Robécourt gegossen wurden, in die neue Kirche von Domrémy aufgenommen. Zu diesen kam 1926 eine fünfte Glocke zur Erinnerung an das Diamantene Priesterjubiläum von Alphonse-Gabriel Foucault, Bischof von Saint-Dié, hinzu.